# Крушение императорского поезда
Круше́ние импера́торского по́езда — железнодорожная катастрофа, происшедшая 17 (29) октября 1888 года с императорским поездом на участке Курско-Харьково-Азовской (ныне Южной) железной дороги у станции Борки под Харьковом (в Змиевском уезде). Несмотря на многочисленные человеческие жертвы и сильные повреждения подвижного состава, в том числе царского вагона, сам император Александр III и члены его семьи остались живы. Спасение императорской семьи в официальной печати и в церковной традиции интерпретировалось как чудесное; на месте катастрофы был воздвигнут православный храм.

## Место крушения

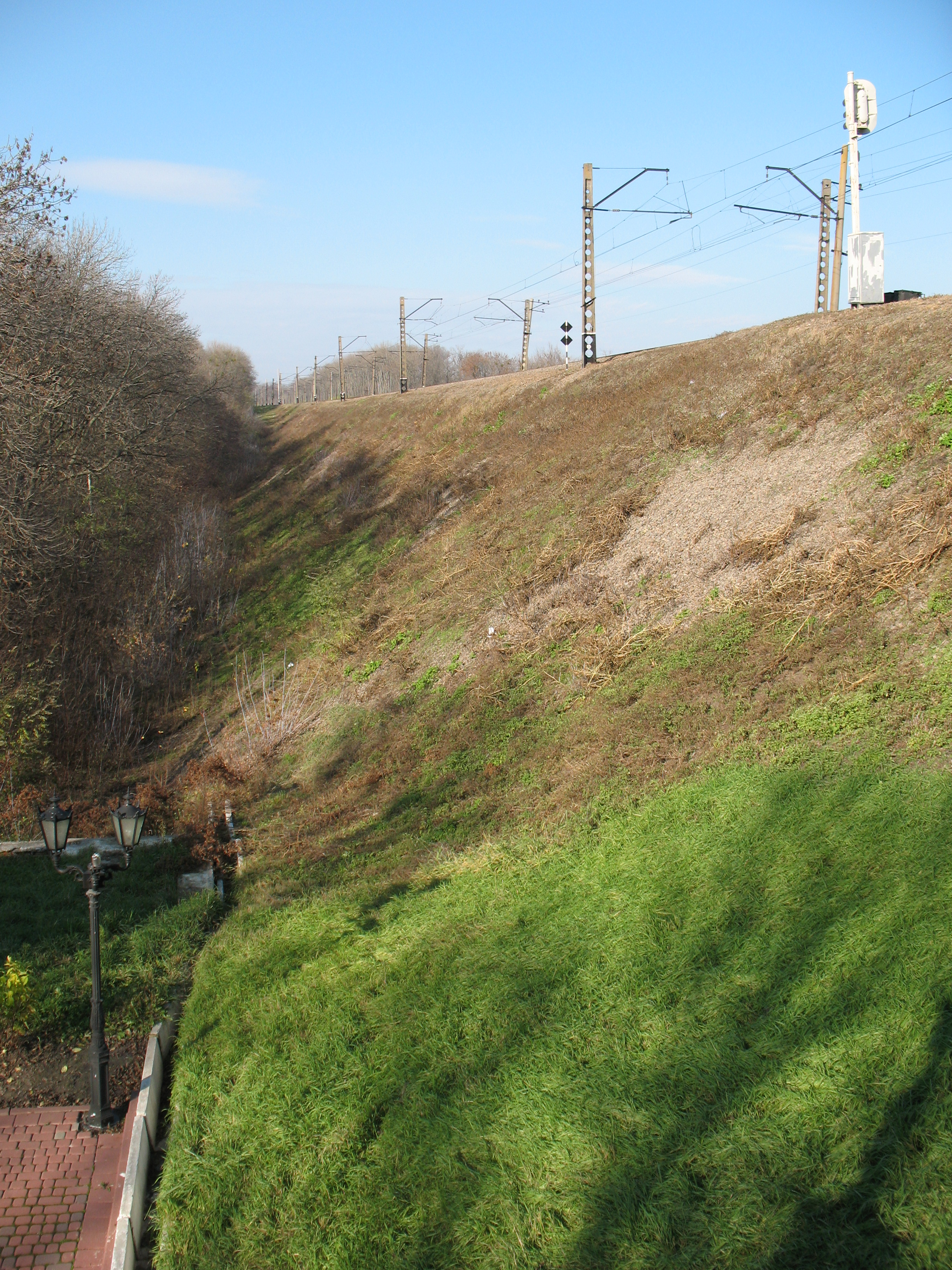
Место катастрофы: железнодорожная насыпь, под которую свалился поезд

Место железнодорожной катастрофы — нынешнее село Велетень. Расположено при речке Джгуне, приблизительно в 27 км от Змиёва.
В последней четверти XIX века в селе Борки насчитывалось около 1500 жителей, осуществлялся отпуск хлеба и имелась станция Курско-Харьково-Азовской железной дороги.

## Ход событий

### Крушение
Авария Императорского поезда произошла 17 октября 1888 года в 14 часов 14 минут на 295-м километре линии Курск — Харьков — Азов южнее Харькова. Царская семья ехала из Крыма в Санкт-Петербург. Техническое состояние вагонов было отличным, они проработали 10 лет без аварий. В нарушение железнодорожных правил того периода, ограничивавших число осей в пассажирском поезде до 42, в императорском, состоявшем из 15 вагонов, было 64 оси. Вес поезда был в пределах, установленных для грузового, но скорость движения соответствовала экспрессу. В нарушение правил поезд вели два паровоза, головным был товарный Т.164 завода Зигля (0-3-0, 1875 г. в., 38 т, конструкционная скорость 58 км/ч) и вторым был пассажирский П.41 Коломенского завода братьев Струве (1-2-0, 1871 г. в., 32 т, конструкционная скорость 82 км/ч).

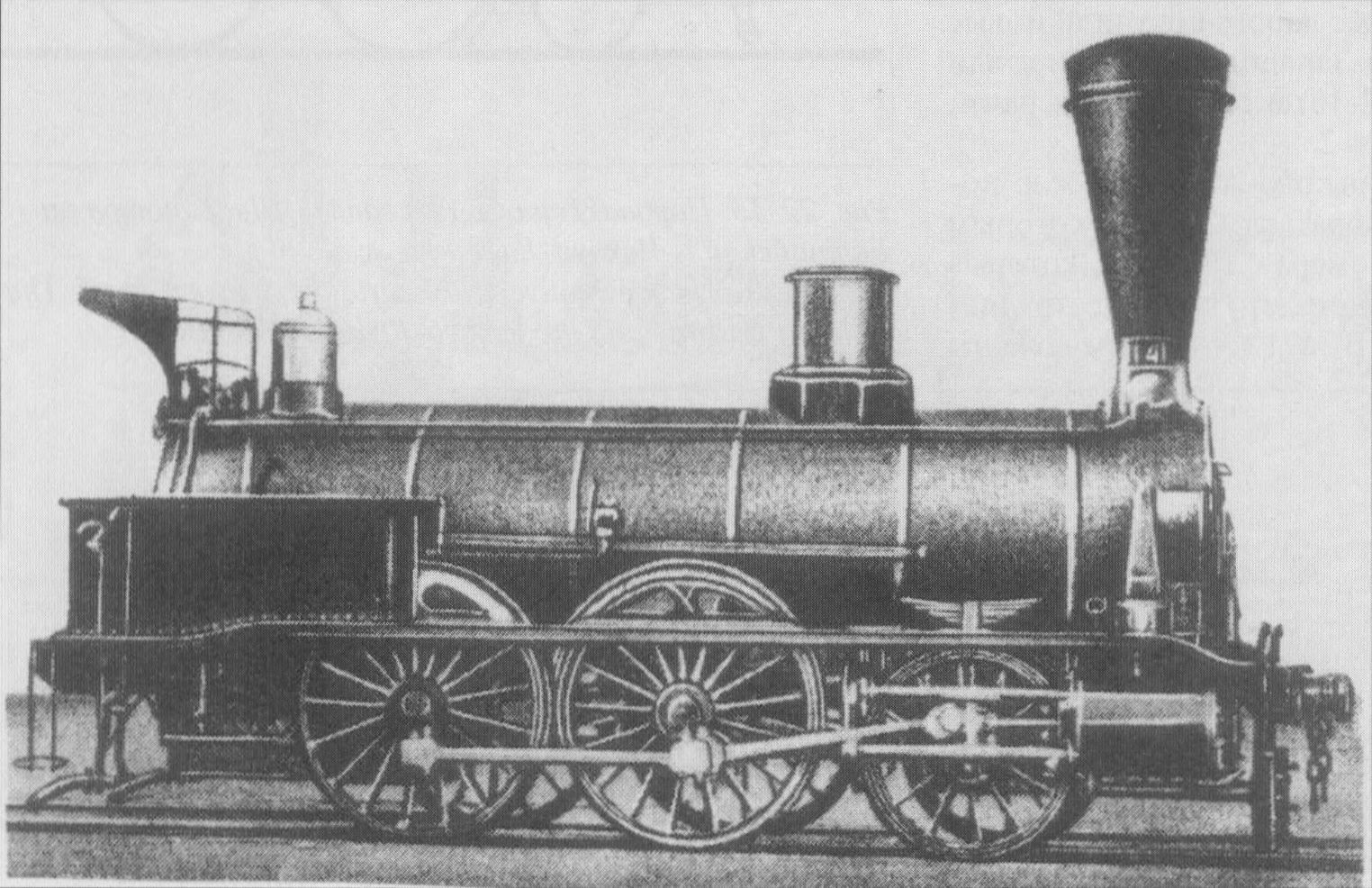
Паровоз П.41, который был вторым локомотивом (фото 1871 года)
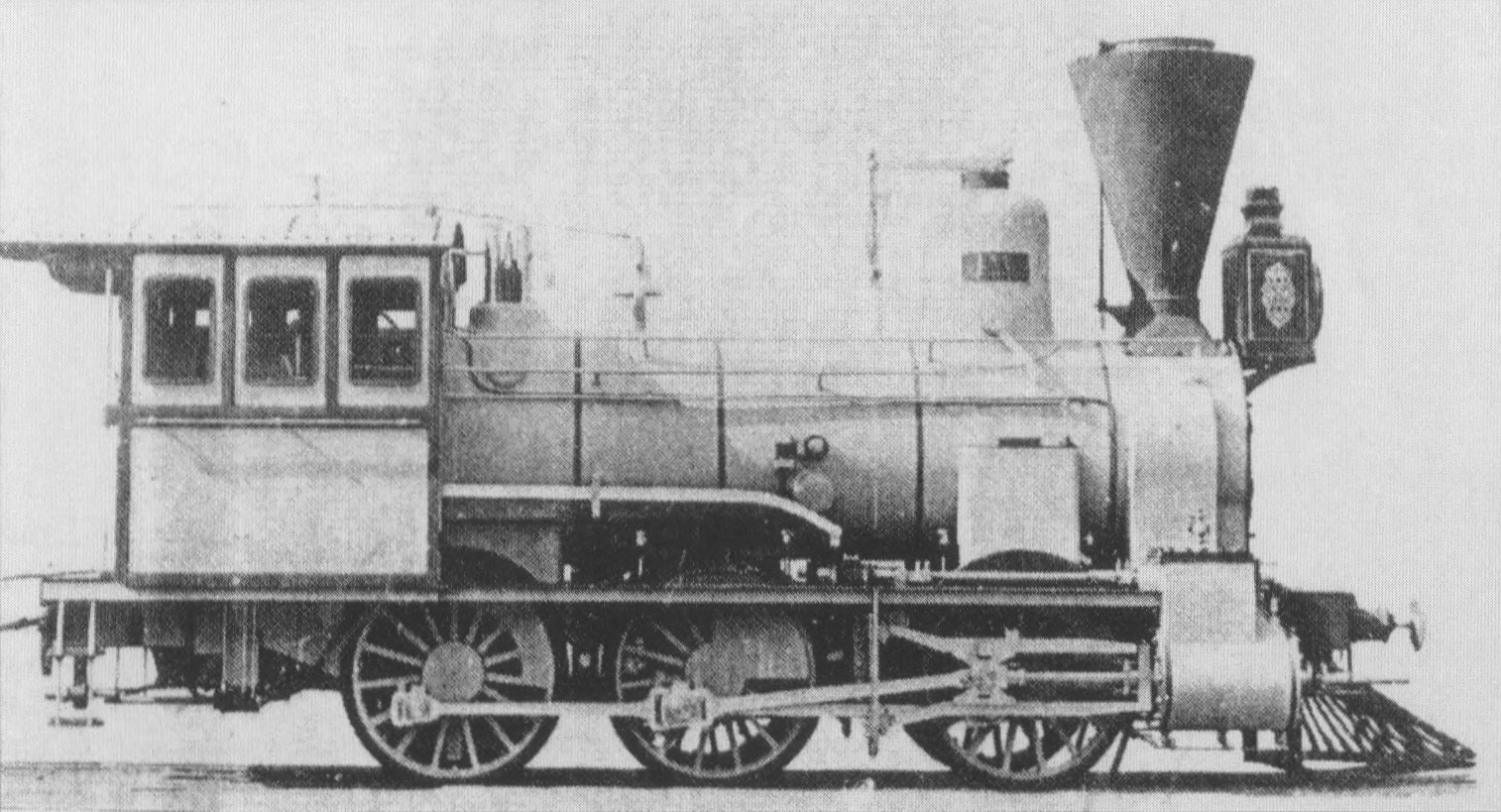
Паровоз Т завода Зигля, однотипный первому локомотиву (фото 1874 года)

Скорость поезда составляла 68 км/ч, что на 17 % превышало конструкционную скорость головного паровоза. Из-за этого было нарушено уравновешивание движущего механизма последнего и он начал создавать значительные вертикальные перегрузки, которые в свою очередь расшатали слабое верхнее строение пути частной железной дороги, после чего второй паровоз фактически провалился между разошедшимися рельсами. При таких условиях произошёл сход 10 вагонов. Причём путь в месте крушения проходил по высокой насыпи — высотой около 5 сажен (приблизительно 10,7 м). Тяжёлые царские вагоны раздавили своей массой обычные вагоны с прислугой, поставленные в голове поезда.
По рассказам очевидцев, сильный толчок сбросил с места всех ехавших в поезде. После первого толчка последовал страшный треск, затем произошёл второй толчок, ещё сильнее первого, а после третьего, тихого, толчка поезд остановился. Мария Фёдоровна «по свежим следам» следующим образом описала события своему брату греческому королю Георгу:

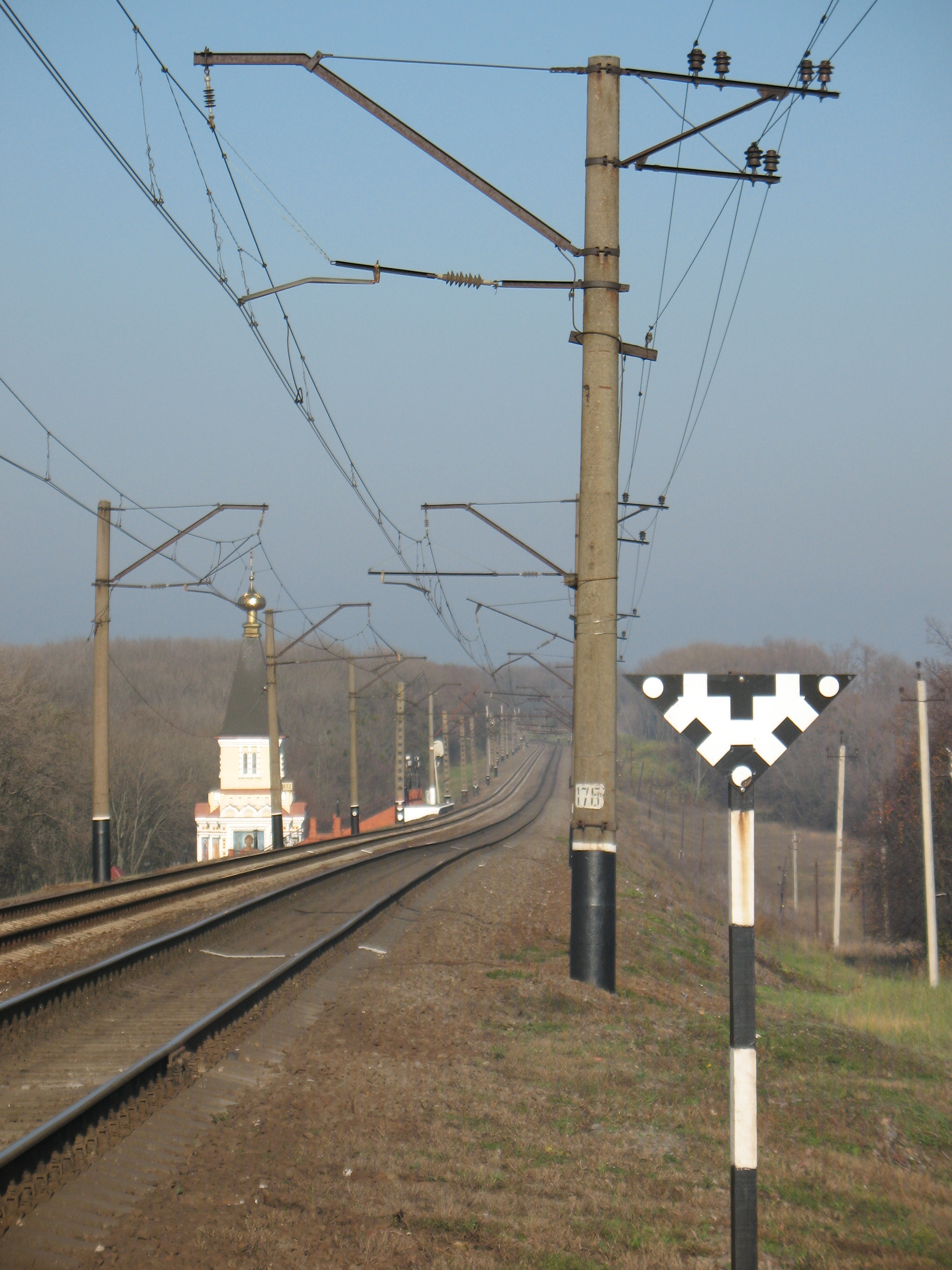
Место катастрофы: сход произошёл в низшей точке профиля пути

Как раз в тот самый момент, когда мы завтракали, нас было 20 человек, мы почувствовали сильный толчок и сразу за ним второй, после которого мы все оказались на полу и всё вокруг нас зашаталось и стало падать и рушиться. Всё падало и трещало как в Судный день. В последнюю секунду я видела ещё Сашу, который находился напротив меня за узким столом и который потом рухнул вниз… В этот момент я инстинктивно закрыла глаза, чтобы в них не попали осколки стекла и всего того, что сыпалось отовсюду. (…) Всё грохотало и скрежетало, и потом вдруг воцарилась такая мёртвая тишина, как будто в живых никого не осталось. (…)

### Последствия крушения
Перед глазами уцелевших от крушения предстала ужасная картина разрушения. Все бросились разыскивать императорское семейство и вскоре увидели царя и его семью живыми и невредимыми. Вагон с императорской столовой, в которой находились Александр III и его жена Мария Фёдоровна с детьми и свитой, был полностью разрушен: без колёс, со сплюснутыми и разрушенными стенами, он полулежал на левой стороне насыпи; крыша его лежала частью на нижней раме. Первым толчком повалило всех на пол, а когда после разрушения пол провалился и осталась одна рама, то все оказались на насыпи под прикрытием крыши. Утверждают, что Александр III, обладавший недюжинной силой, держал на плечах крышу вагона, пока семья и другие пострадавшие выбирались из-под обломков.
Во всём поезде, состоявшем из 15 вагонов, уцелело только пять, остановившихся от действия автоматических тормозов Вестингауза. Остались целыми также и оба паровоза. Вагон, в котором находились придворно-служащие и буфетная прислуга, был полностью уничтожен, все находившиеся в нём погибли и были найдены в обезображенном виде — 13 изуродованных трупов были подняты с левой стороны насыпи из остатков этого вагона. В вагоне царских детей в момент крушения находилась лишь великая княжна Ольга Александровна, выброшенная вместе со своей няней на насыпь, и малолетний великий князь Михаил Александрович, вынутый из обломков солдатом при помощи самого государя.
Обсыпанные землёй и обломками, из-под вагона выбрались император, императрица, цесаревич Николай Александрович — будущий российский император Николай II, великий князь Георгий Александрович, великая княжна Ксения Александровна, лица свиты, бывшие приглашёнными к завтраку. Большинство пассажиров этого вагона отделалось лёгкими ушибами, ссадинами и царапинами, за исключением флигель-адъютанта Шереметева, которому раздробило палец руки.
Сразу же стало известно, что у императрицы «помята» левая рука, ушиблена спина у шестилетней великой княжны Ольги, которую выбросило в окно на крутую насыпь. Сам император пострадал от ушиба спины.
По материалам проведённого следствия было установлено, что во время катастрофы погиб 21 человек и ранено 24 человека. Позже из числа раненых умерло двое.

## Галерея

Последствия
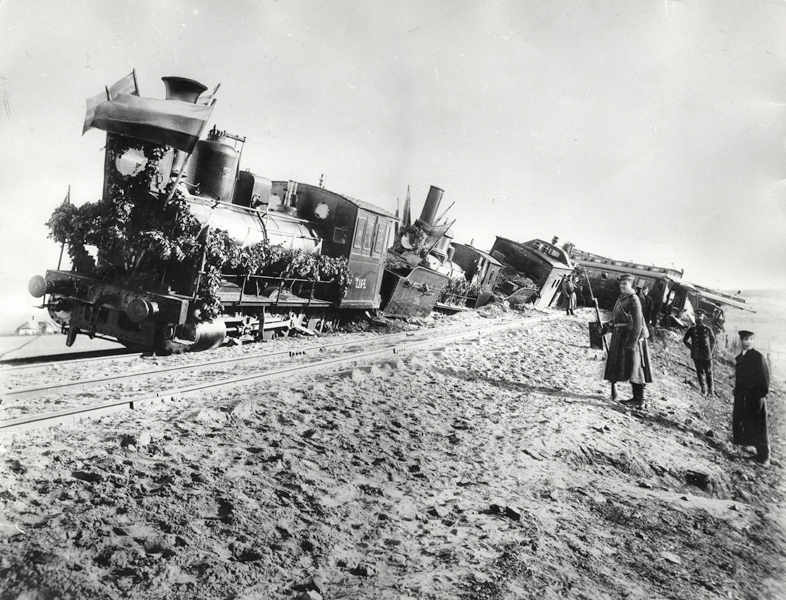
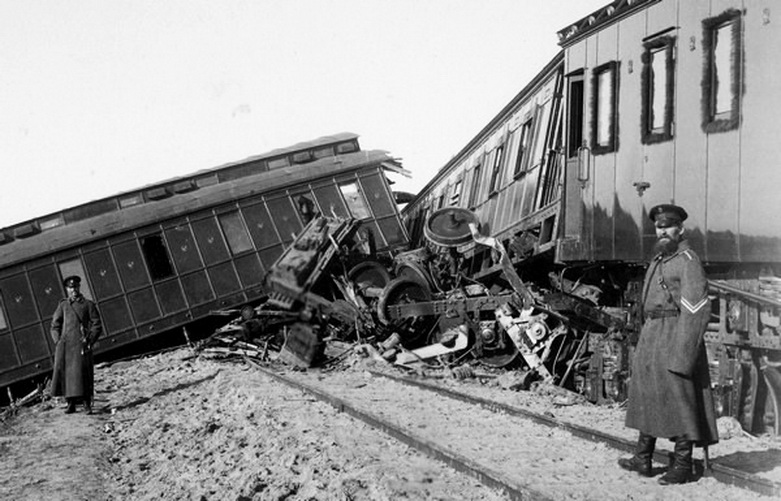
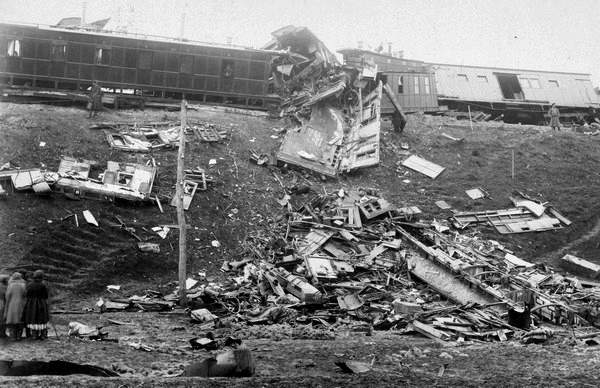
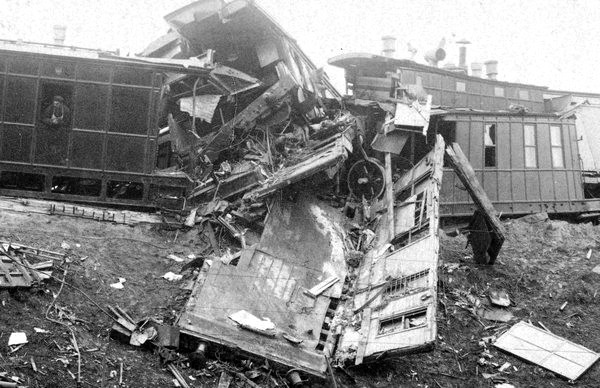
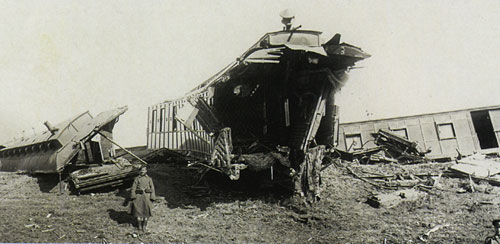
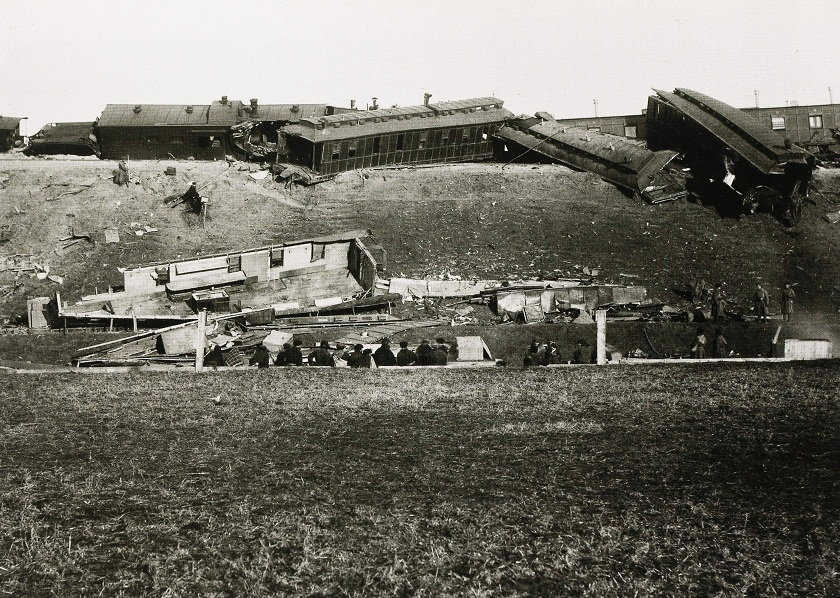
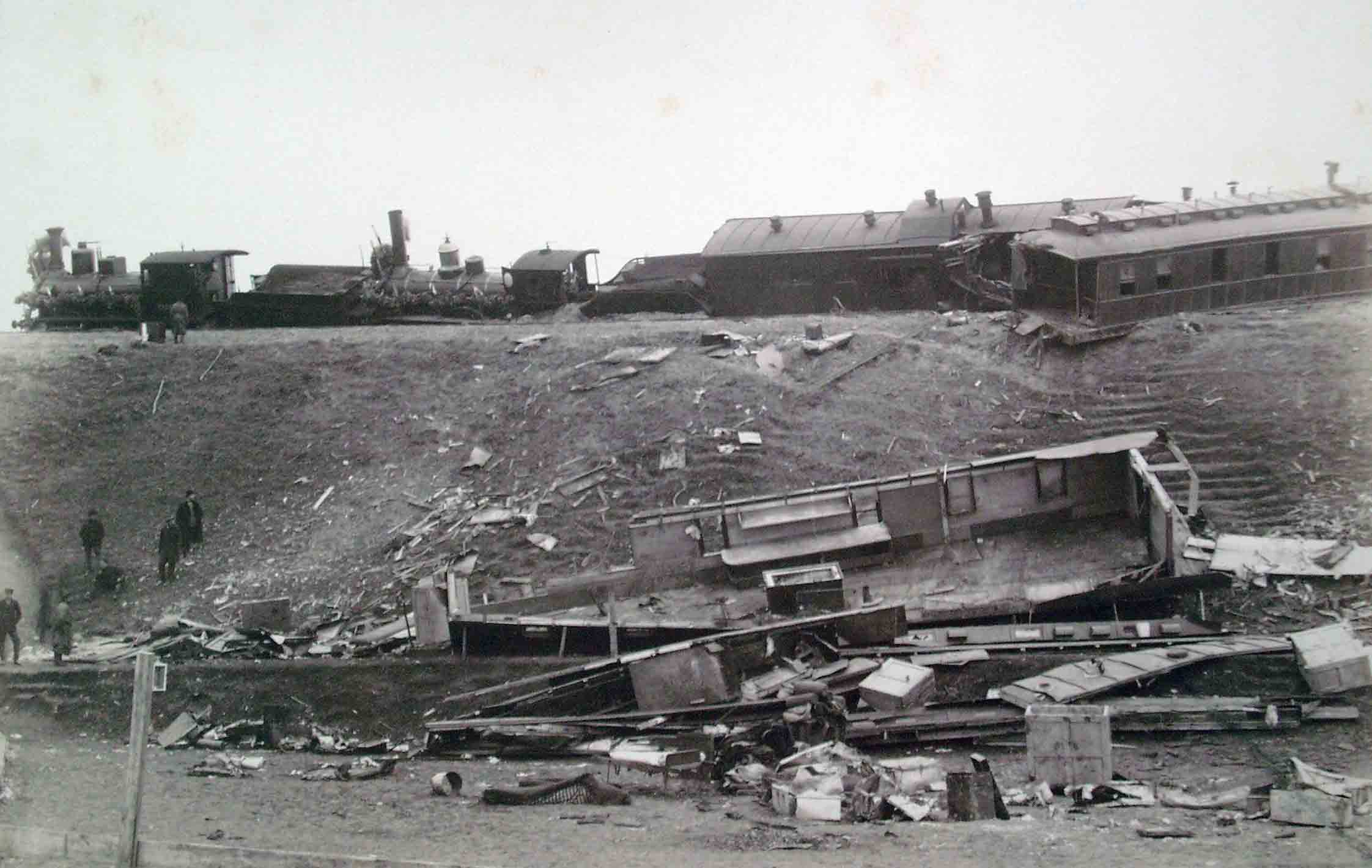
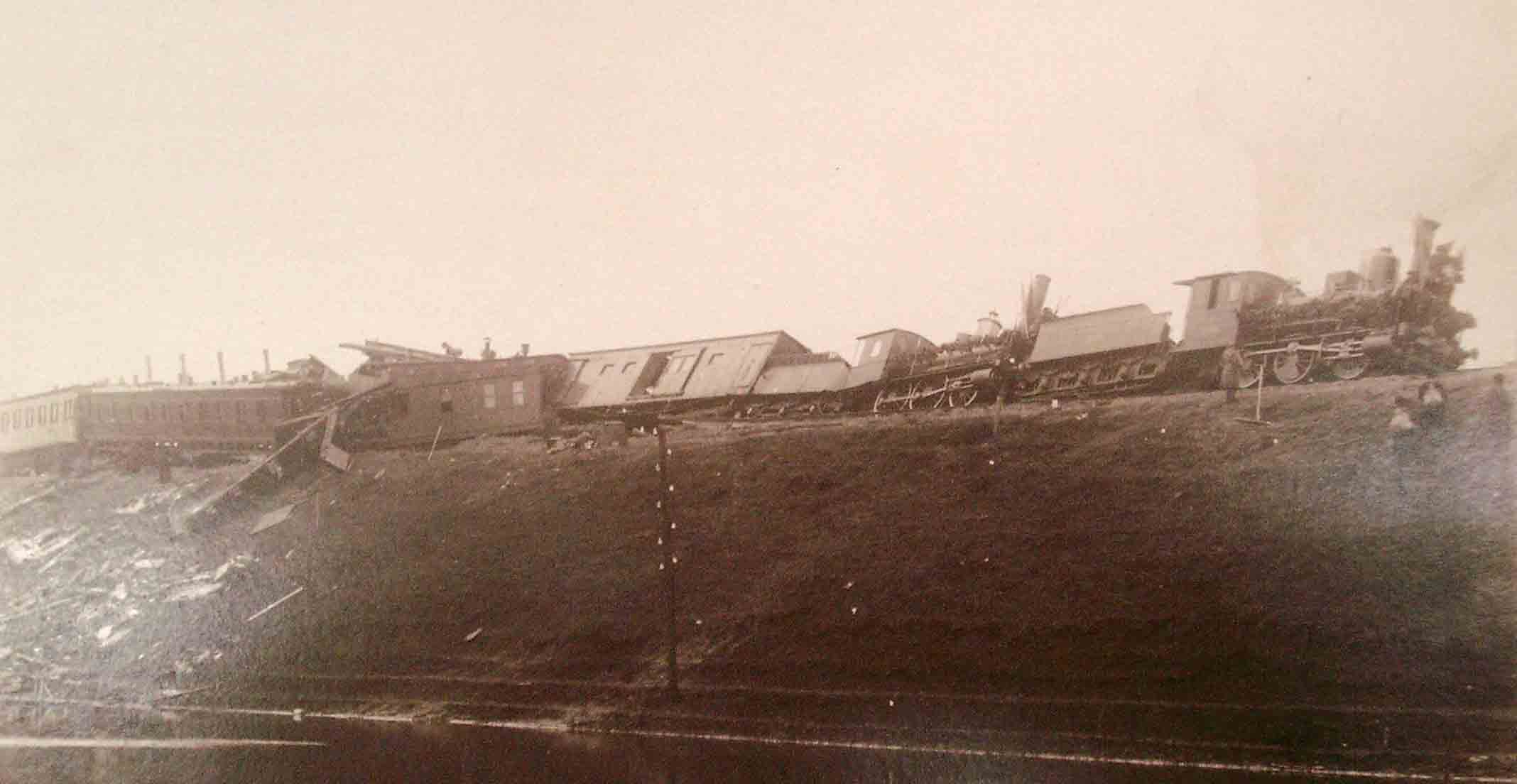

### Ликвидация последствий
Весть о крушении императорского поезда быстро разнеслась по линии, и помощь спешила со всех сторон. Александр III лично распоряжался извлечением раненых из-под обломков разбитых вагонов. Императрица с медицинским персоналом обходила раненых, подавала им помощь, всячески стараясь облегчить больным их страдания, несмотря на то что у неё самой повреждена была рука выше локтя и что она осталась в одном платье. На плечи царицы накинули офицерское пальто, в котором она и оказывала помощь.
Всего пострадало при крушении 68 человек, из них 21 человек погиб. Только в сумерки, когда все погибшие были опознаны и не осталось без помощи ни одного раненого, царская семья села во второй прибывший сюда царский поезд (свитский) и отбыла на станцию Лозовую, где ночью было отслужено первое благодарственное молебствие за чудесное избавление царя и его семьи от смертельной опасности. Затем императорский поезд отбыл в Харьков для дальнейшего следования в Санкт-Петербург.

## Расследование причин

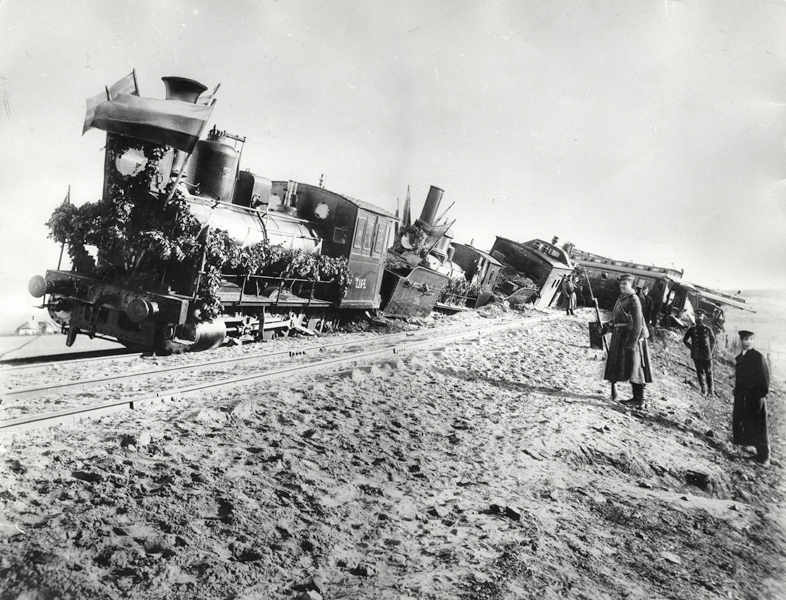
Катастрофа (Фото А. М. Иваницкого, 1888)

### Некачественные пути и неисправность вагона
С ведома царя расследование причин катастрофы в Борках было поручено прокурору уголовного кассационного департамента Сената А. Ф. Кони. Основной версией было признано крушение поезда в результате ряда технических факторов: плохого состояния пути и повышенной скорости поезда.
Произошло то, что я предсказал: поезд вследствие качания товарного паровоза от большой скорости, несвойственной для товарного паровоза, выбил рельс. Товарные паровозы конструируются без расчёта на большую скорость и поэтому, когда товарный паровоз идёт с несоответствующей ему скоростью, он качается; от этого качания был выбит рельс и поезд потерпел крушение.Сергей Витте
Сразу же после аварии главный инспектор железных дорог барон Шернваль, который ехал на царском поезде и сломал ногу в аварии, вызвал управляющего Обществом Юго-Западных железных дорог С. Ю. Витте и директора Харьковского политехнического института Виктора Кирпичёва, чтобы возглавить расследование на месте. Впоследствии в Санкт-Петербурге к ним присоединился вышеупомянутый Анатолий Кони.
В предыдущие годы Витте регулярно управлял имперскими путешествиями железной дорогой, и царь его хорошо знал. Витте утверждал, что предупреждал ранее правительство о недостатках в компоновке поезда, в частности, использование парных паровозов и неисправных вагонов-салонов.
Трое следователей не определили непосредственную причину аварии. Витте настаивал, что это было вызвано превышением скорости, что освобождало от ответственности железнодорожное управление; Кирпичёв обвинил гнилые деревянные шпалы, в то время как Кони переложил вину на руководство железной дороги, что освобождало от ответственности государственных должностных лиц. Витте, в частности, маневрировал между обвинением чиновников и увольнением министра путей сообщений Константина Посьета. В конце концов император Александр III решил дело тихо закрыть, позволил Шернвалю и Посьету уйти в отставку и назначил Витте директором императорских железных дорог. Несмотря на усилия Витте, железнодорожное управление не обошлось без внимания общественности. Подрядчика строительства Курско-Харьковской линии, Самуила Полякова, который умер за два месяца до аварии (на похоронах своего делового партнёра и друга), посмертно обвинили в низком качестве строительства железной дороги. Общественность в частности «причислила» ему некачественный балластный гравий под шпалами, который не смог погасить колебания.
Кони вспоминал:

По выводу сложной экспертизы, произведенной целой группой особо сведущих в железнодорожном деле лиц, крушение произошло от чрезмерной тяжести поезда при чрезмерной скорости на слабом пути, а основанием к такому заключению послужило то, что, вопреки точным и вполне определённым специальным правилам о поездах чрезвычайной важности, потерпевший крушение поезд состоял вместо одиннадцати из двадцати двух шестиколесных вагонов и весил поэтому вдвое больше, имел неудовлетворительный и портившийся в пути автоматический тормоз, не имел никаких приспособлений для сигнализации, даже простой веревки между локомотивом и вагонами, двигался со скоростью шестидесяти пяти верст в час вместо установленных тридцати семи и шел двойной тягой, то есть с двумя паровозами, тоже вопреки правилам разного типа (пассажирским и товаро-пассажирским). Это, стоившее многих жертв, крушение произошло на уклоне в 0,013, тогда как для Европейской России maximum уклона составляет 0,008, и в таком месте, где гнилые шпалы удерживали в себе костыли от расшитых поездом рельсов в некоторых местах в четырнадцать раз слабее нормального.

В итоге были привлечены к следствию и уволены в отставку министр путей сообщения адмирал К. Н. Посьет, главный инспектор железных дорог барон К. Г. Шернваль, инспектор императорских поездов барон А. Ф. Таубе, управляющий Курско-Харьковско-Азовской железной дорогой инженер В. А. Кованько, начальник управления железных дорог инженер Салов (которого император посчитал главным виновником катастрофы) и ряд других лиц.

### Теракт
Другая версия событий была изложена в воспоминаниях В. А. Сухомлинова и М. А. Таубе (сына инспектора императорских поездов). Согласно ей, крушение было вызвано взрывом бомбы, которую заложил помощник повара императорского поезда, связанный с революционными организациями (см. «Народная воля»). Заложив бомбу с часовым механизмом в вагон-столовую, рассчитав момент взрыва ко времени завтрака царской семьи, он сошёл с поезда на остановке перед взрывом и скрылся за границу. Согласно свидетельствам, записанным в мемуарах Ольги Александровны, в момент аварии поезд резко покачнулся, и спустя мгновение вагон столовой разорвало в клочья, а колёса с половиной вагона отрезало взрывом. После этих событий, разговоры в семье шли якобы исключительно о теракте, а не об обычной аварии. Официальная версия о неисправности путей также якобы была сделана, дабы избежать «вдохновления» других возможных злоумышленников последующих терактов.

## Память о событии

### Храм и часовня

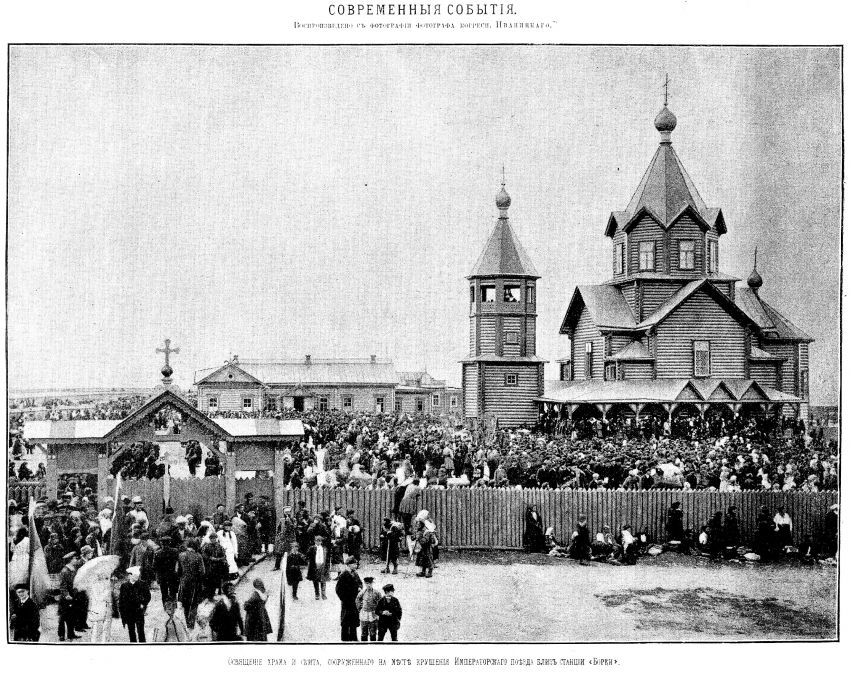
Первый храм на месте крушения поезда (до 1894)

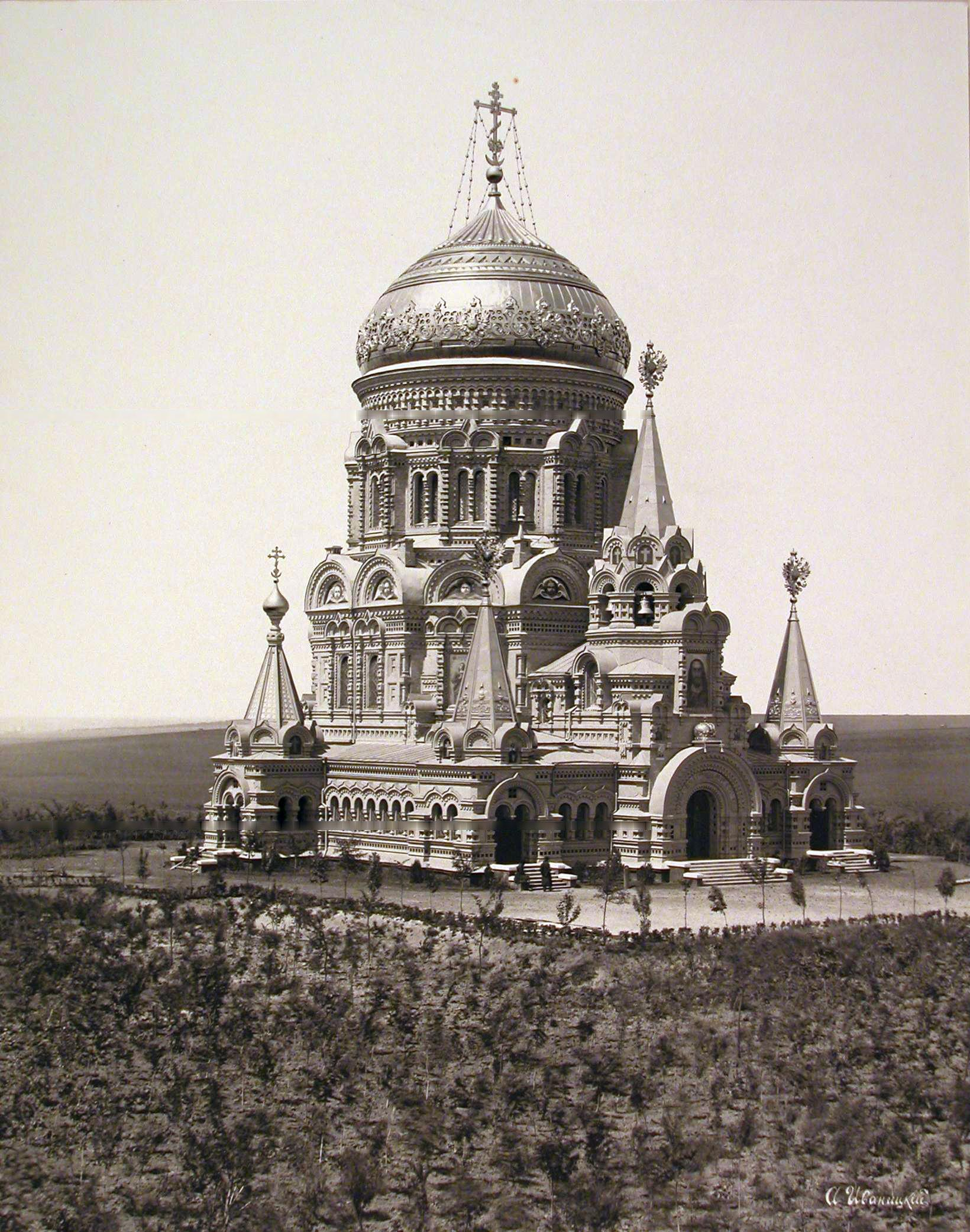
Второй Храм Христа Спасителя в Борках (Фото А. М. Иваницкого)

У места крушения вскоре был устроен скит, названный Спасо-Святогорским. Тут же, в нескольких саженях от насыпи, был сооружён храм во имя Христа Спасителя Преславного Преображения. Проект был составлен архитектором Р. Р. Марфельдом.
Торжественная закладка храма на месте катастрофы в Борках произошла 21 мая 1891 года в присутствии императрицы Марии Фёдоровны, направлявшейся на юг с дочерью Ксенией и великими князьями.
Самое высокое место насыпи, почти у полотна железной дороги, где во время крушения стоял великокняжеский вагон и из которого выбросило невредимой великую княжну Ольгу, было отмечено четырьмя флагами. У подножия насыпи, куда ступила императорская семья, выйдя невредимой из-под обломков вагона-столовой, был поставлен деревянный крест с изображением Нерукотворного Спаса. Здесь была воздвигнута пещерная часовня. На том месте, где императрица с детьми ухаживала за больными, администрацией Курско-Харьково-Азовской железной дороги был разбит сквер, находившийся, таким образом, между храмом и часовней.

…М(и)л(о)сти Твоея, Г(о)с(по)ди, исполнены суть судьбы нашя: не по беззаконием нашым сотворил еси нам, ниже по грехом нашым воздал еси нам. Наипаче же удивил еси м(и)л(о)сть Твою на нас в день он, егда вмале не погибе надежда наша, явил бо еси нам спасение помазанника Твоего благочестивейшаго государя нашего ИМПЕРАТОРА АЛЕКСАНДРА АЛЕКСАНДРОВИЧА, дивно сохранив его и супругу его благочестивейшую государыню ИМПЕРАТРИЦУ МАРИЮ ФЕОДОРОВНУ и всех чад их во вратех смертных. Н(ы)не убо приклоняем с(е)рдца и колена наша пред Тобою, Вл(а)д(ы)ко живота и смерти, исповедающе неизреченное Твое м(и)л(о)с(е)рдие. Даждь убо нам, Г(о)с(по)ди, память сего страшнаго Твоего посещения тверду и непрестанну в себе имети из рода в род и не остави м(и)л(о)сти Твоея от нас…

Во время Великой Отечественной войны храм был взорван, а часовня повреждена. Без купола сооружение простояло более 50 лет. В начале 2000-х годов часовня была отреставрирована при помощи железнодорожников. Участие в реставрации принимали службы Южной железной дороги, благотворительный фонд «Добро», различные строительные организации.
В советское время остановочная платформа железной дороги между станциями Тарановка и Борки носила название Первомайская (как и находящийся рядом поселок) и была мало известна кому-либо, кроме местных жителей. Изначальное название «Спасов скит» — в честь события, происшедшего здесь, — ныне возвращено.

### Другие памятники

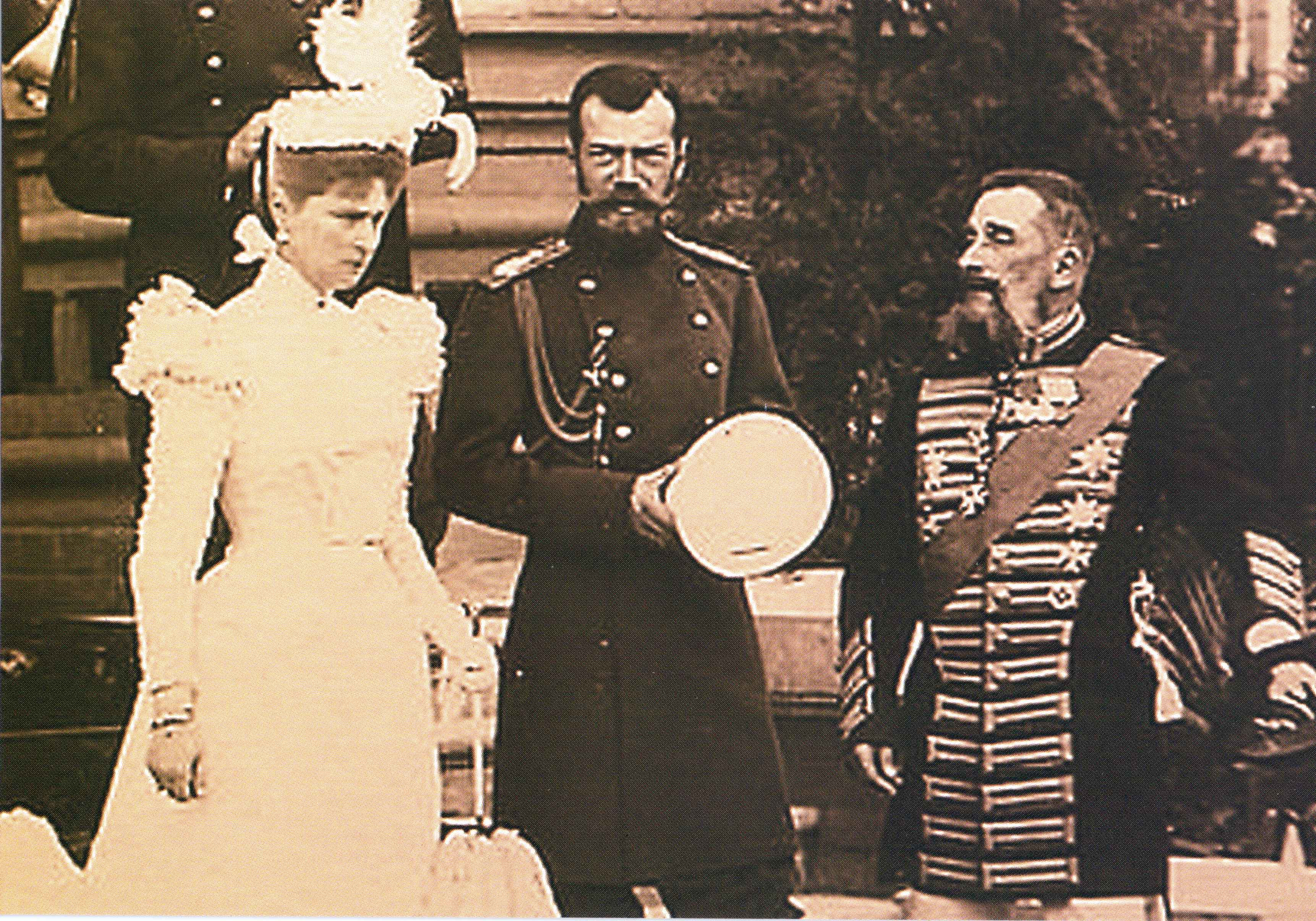
Николай II и Александра Фёдоровна на вокзале в Борках (Спасов скит) 20 августа 1898 года во время визита по случаю 10-летия события. Фотосъёмка выполнена А. Федецким

Для увековечивания памяти чудесного спасения царской семьи в Харькове было учреждено Харьковское коммерческое училище Императора Александра III, отлит серебряный колокол для Благовещенской церкви в Харькове, создан ряд благотворительных учреждений, учреждены стипендии.
На станции Борки был открыт инвалидный дом для железнодорожных служащих, названный именем императора. 17 октября 1909 года перед входом в здание инвалидного дома был открыт бюст Александра III на постаменте из розового гранита. Деньги на бюст были пожертвованы служащими железной дороги. После революции 1917 года бюст царя был сброшен, постамент с повреждённым бронзовым барельефом сохранился.
Кроме того, по всей России стали строить часовни и храмы святого покровителя царя — князя Александра Невского, среди которых Александро-Невский собор в Ревеле (в настоящее время являющийся кафедральным собором Таллинской епархии ЭПЦ МП), часовня Александра Невского в Ярославле и Александро-Невский собор в Царицыне (снесён 21 марта 1932 года).
На Южном берегу Крыма, над Форосом в 1892 году в память о «чудесном спасении» императора Александра III и его семьи была построена и 4 октября освящена церковь Воскресения Христова. Храм возведён на средства владельца имения Форос чаепромышленника А. Г. Кузнецова по проекту академика архитектуры Н. М. Чагина.
В Анапе 15 (27) августа 1893 года «в память чудесного спасения жизни Их Императорских Величеств и Августейшей семьи во время крушения 17 октября 1888 года царского поезда» был заложен храм во имя святых пророка Осии и Андрея Критского (день крушения императорского поезда пришёлся на день церковной памяти этих святых). Автором проекта храма был архитектор В. П. Цейдлер. Строительство храма было завершено в 1902 году; около 1937 года этот храм был снесён (из-за потребности в кирпиче для постройки клуба и школы). В 2008 году на месте разрушенного храма была воздвигнута часовня во имя пророка Осии.
В Екатеринославе, в первую годовщину спасения императорской семьи, на Цыганской площади, была торжественно освящена деревянная часовня во имя святого благоверного князя Александра Невского. Церемонию возглавил епископ Екатеринославский и Таганрогский Серапион (Маевский). В дальнейшем, на её месте воздвигнут каменный храм в честь Благовещения Пресвятой Богородицы (освящён 22 декабря 1896 года). Цыганская площадь, переулок и спуск возле храма получили название в честь Александра Невского (сейчас переименованы).
В окрестностях уездного городка Александровска (ныне город Запорожье) на землях, переданных владельцами меннонитского посёлка Шенвизе, на деньги, собранные железнодорожными мастеровыми и служащими, в 1893 году был построен храм в честь Святителя Николая (освящён 15 мая). На входных вратах была размещена надпись: «В честь 17 октября 1888 г.» Разрушен вместе с другим, большим недостроенным храмом в 1930 (1932?) году.В народе назывался «Николаевской железнодорожной церковью на Южном».
В 1892 году в сельце Ивановка, вместо сгоревшей деревянной часовни, начали строить каменную церковь во имя Боголюбивой Божией Матери, в память чудесного события, происшедшего 17 октября 1888 года — Крушение императорского поезда. В ответ Александр III прислал значимую икону Боголюбивой Пресвятой Богородицы, что подняла престиж здешнего храма.
В Сенгилее, на берегу реки Волги, в память события 17 октября 1888 года — Крушение императорского поезда, была построена каменная часовня. Закрыта в 1931 году, взорвана в 1955 году.
По указу Правительствующего Синода был составлен и издан специальный молебен в честь чудотворного образа Спаса Нерукотворного, так как во время крушения Александр Александрович имел при себе копию с древней чудотворной Вологодской иконы Нерукотворного Спаса.
Художником-пейзажистом С. И. Васильковским была написана картина «Крушение царского поезда близ станции Борки 17 октября 1888 года», изначально хранившаяся в Русском музее императора Александра III (ныне — Государственный Русский музей) в Санкт-Петербурге.
Кубанская станица Андреевская получила название «в память чудесного избавления Их Императорских Величеств и семьи от угрожавшей опасности 17 октября 1888 года при крушении поезда на станции Борки в память св. Андрея Критского».

#### Могила камер-казака Сидорова
На Волковском православном кладбище сохранилась могила одного из погибших во время крушения поезда нижних чинов: камер-казака Тихона Егоровича Сидорова. Он состоял в личной охране Императрицы Марии Фёдоровны с момента её прибытия в Россию в 1866 году (тогда Мария Фёдоровна была ещё невестой наследника-цесаревича) и погиб при исполнении своих обязанностей во время крушения императорского поезда. По распоряжению императрицы его тело было перевезено в Санкт-Петербург и погребено на Волковском православном кладбище, на Глазуновских мостках (ныне Глазуновская дорожка). Сень над могилой и убранство (иконы, серебряные венки, памятные доски с именами других погибших в катастрофе, утварь и т. п.) были похищены в 1920—1930-х годах во время общего разграбления кладбища.

#### Памятник Александру III
2 ноября 2013 года на станции Спасов Скит в Змиёвском районе состоялось открытие памятника Александру III. Мероприятие приурочили к празднованию 400-летия дома Романовых и 125-летию спасения царской семьи. Здесь также были храм и часовня, разрушенные после революции.

#### В кинематографе
Эпизод с крушением императорского поезда показан в фильме 2017 года «Матильда», где его причиной якобы стала повозка с брёвнами, застрявшая на путях. Также, происшествие по непонятным причинам показано зимой (со снегом), хотя в действительности оно произошло осенью, когда снега ещё не было, что хорошо видно на фотографиях того времени.